# Corona estonia
La corona estonia (en estonio Eesti kroon) fue la moneda oficial de Estonia hasta el 31 de diciembre de 2010. Estaba dividida en 100 senti o céntimos. Su código ISO 4217 es EEK y se abrevia como KR.
El 1 de enero de 2011, Estonia pasó a adoptar el euro como su nueva moneda.

## Historia

### Primera corona, 1928-1940
La corona se introdujo en Estonia el 1 de enero de 1928 para sustituir al marco estonio con una tasa de cambio de 100 marcos por corona. La corona se dividió en 100 senti.
Sir Walter J.F. Williamson, experto en economía de la Sociedad de Naciones, fue contratado para iniciar las reformas financieras. Trabajó como consejero del Banco de Estonia hasta 1932. En 1927, Nikolai Köstner fue elegido como representante del ministro de economía en el Banco de Estonia. En 1928, se convirtió en el comisionado del gobierno en el Banco.
El Banco de Estonia tuvo una serie de reformas en 1927. Se aprobaron una serie de nuevos estatutos, de acuerdo en los que el Banco de Estonia se convertía en una institución independiente emisora de dinero con funciones limitadas. Las tareas principales del banco siguieron siendo garantizar el valor del dinero a través de la circulación de la moneda y a través del distribución y regulación del volumen de créditos a corto plazo. Mediante la venta de bonos del estado, el banco se convirtió en un verdadero banco de depósitos.
La sesión plenaria del banco al completo y su comité compuesto por diez miembros fueron establecidos como los órganos de dirección del Banco de Estonia para garantizar la independencia del gobierno. Se decidió que el presidente tenía que ser el director ejecutivo del banco y del cuerpo ejecutivo.
Un préstamo extranjero de 1,35 millones de libras esterlinas complementó las reservas de divisa extranjera, de las que el Banco de Estonia recibió 1 millón de libras. El oro y las reservas de divisas extranjeras del Tesoro nacional también se transfirieron al banco central. El capital fijo del banco se incrementó de los 2,5 millones de coronas a los 5 millones. Se determinaron los tamaños de las emisiones en relación con las reservas que respaldaban la corona. Las operaciones de préstamos del banco central se regularon. Los préstamos a largo plazo que dejaron de tener liquidez se transfirieron al fondo creado especialmente para el propósito de liberar al Banco de Estonia de esta carga.
Al principio, la corona se fijó a la Corona sueca a la par, con una base de 2.480 coronas por kilo de oro puro. La base de oro, instaurada en 1924, siguió sin cambios pero recibió una cobertura real de reservas que respaldaban la corona. La emisión del bonos del estado y otros papeles similares terminó. Con el fin de asegurar la credibilidad de la corona, el Banco de Estonia intercambiaba coronas por dinero extranjero. Todas las medidas tomadas restablecieron la confianza en el sector bancario y monetario doméstico, contribuyendo a un mayor fortalecimiento de la economía del país y una mejoría de la reputación del estado estonio en el ámbito internacional.
Durante la Gran Depresión de 1933, la corona abandonó la base del oro. La corona estonia circuló hasta la invasión soviética de 1940. El rublo soviético sustituyó la corona con una tasa de cambio de 1 RUB = 0,80 EEK.

### Segunda corona, 1992-2011
La corona volvió a introducirse como moneda de curso legal el 20 de junio de 1992, sustituyendo al rublo soviético a una tasa de cambio de 10 RUB por corona. Al principio, la corona estonia se fijó al marco alemán con una tasa de cambio de 8 coronas por marco.
El Banco de Estonia continuó con sus operaciones el 1 de enero de 1990 tras un intervalo de 50 años, aunque no como banco central de un país independiente. El hecho de restablecer el banco central a pesar de que Estonia todavía no era un estado independiente fue una paradoja en ese momento. Los estatutos del Banco de Estonia se confirmaron en marzo de 1990, y se le asignaron 400 millones de rublos como disposición estatutaria. De acuerdo a los estatutos, el Banco de Estonia era una entidad pública e independiente, un centro subordinado de emisión dentro de la máxima autoridad de la RSSE. Sus tareas principales eran desarrollar una estrategia económica para el país y su ejecución en el campo de la circulación monetaria, la provisión de créditos, financiarlos e indemnizar, gestionar el sistema crediticio y monetario, asegurar la estabilidad de la moneda en circulación, garantizar el poder adquisitivo de la moneda nacional y determinar su tasa de cambio en relación con otras divisas. El órgano directivo del Banco de Estonia está formado por su Consejo y su director ejecutivo era el presidente del banco. El primer Consejo fue designado con R. Otsason a la cabeza.
El Banco de Estonia se hizo cargo de la sede situada en Tallin del Foreign Trade Bank soviético, reorganizándolo y dando lugar al Centro de Operaciones de Moneda Extranjera del Banco de Estonia. El banco central también intentó dar otros pasos dentro de sus posibilidades para la liberalización de la economía con el fin de llegar a una transición a la economía de mercado: empezó organizando subastas de divisas, publicando el número de rublos en circulación, emitiendo licencias para pagos internacionales, etc.
En abril de 1990 se decidió la fecha en la que entraría en circulación la nueva moneda nacional: diciembre de 1990. Se firmaron contratos con empresas británicas y estadounidenses para que imprimieran los billetes. En noviembre de 1990 se incorporaron nuevos miembros al Consejo del banco: Rein Otsason siguió siendo el director pero fue sustituido por Ants Veetõusme en mayo de 1991.
En marzo de 1991 se designó un comité de reforma monetaria. Sus miembros eran Edgar Savisaar, Rein Otsason y Siim Kallas. En 1992, los miembros del comité eran Tiit Vähi, Siim Kallas, Rudolf Jakalas y Ardo Hansson (como miembro sustituto). Primero el comité determinó los principios generales para la implementación de la reforma monetaria, y después aprobaron la preparación del plan y establecieron unas normas temporales para las divisas extranjeras.
En septiembre de 1991, Siim Kallas fue nominado para el puesto de presidente del Banco de Estonia. Propuso la implementación de la reforma monetaria para no más tarde de la primera mitad de 1992. Estonia recuperó su independencia, que fue una de las condiciones más importantes para la introducción de la moneda nacional. La necesidad de una reforma monetaria rápida también estaba ligada a la escasez de moneda causada por el banco central ruso y a la hiperinflación en crecimiento. Se creó un nuevo grupo de trabajo para crear un calendario de trabajo y preparar la reforma monetaria. Debido a las condiciones alteradas, el mencionado grupo de trabajo no tenía mucho que incorporar a las concepciones previas. El Banco de Estonia desarrolló las soluciones a todos las cuestiones conceptuales, estratégicas, tácticas y técnicas, y llevó a cabo los cálculos de la implementación.
Al mismo tiempo era necesario reestructurar el Banco de Estonia en el actual regulador del sistema bancario estonio. En ese momento, las negociaciones se autorizaban en Moscú. El Banco de Estonia todavía no era capaz de regular e inspeccionar las operaciones de los bancos locales comerciales. Se necesitaba crear grupo perspicaz para que encauzara de nuevo al banco central en una organización que funcionase bien y en un centro regulador. En enero de 1992, el Banco Republicano de Estonia, rama soviética del Banco Estatal de la URSS, se subdordinó al Banco de Estonia. Tras esta fusión, el centro de autorizaciones del Banco Nacional de la URSS también se subordinó al Banco de Estonia.
Comenzaron a crearse las reservas que respaldaban la corona. Tras el reconocimiento del Banco de Estonia como sucesor legal del banco central de la República de Estonia, creado en 1919 durante el periodo de independencia, el gobierno británico decidió devolver el oro que había retenido del Banco de Estonia durante el periodo anterior a la guerra. La restauración de la admisión del Banco de Estonia en el Banco de Pagos Internacionales llevaba consigo la restauración de sus derechos relativos al oro y otros recursos depositados allí. 
La primera misión del Fondo Monetario Internacional llegó a Estonia en noviembre de 1991 y marcó el comienzo de la cooperación entre el Banco de Estonia y el FMI. Estonia se convirtió en miembro del Fondo Monetario Internacional y el Banco Mundial.
Los nuevos billetes llegaron a Estonia en abril de 1992. La idea de reformar el sistema monetario era más concreta. Esto signfiicó fijar la corona estonia a alguna divisa extranjera, y asegurar la circulación de moneda y mantener los depósitos de los bancos comerciales en el banco central, manteniendo una convertibilidad libre de las divisas extranjeras. La relativa simplicidad del sistema monetario y su habilidad para soportar presiones especulativas, garantizaron una tasa de cambio fija incluso en situaciones complicadas donde los factores que jugaban un importante papel en preferir este sistema monetario sobre otros. A través de la aplicación de otros sistemas, el pequeño y vulnerable mercado monetario estonio podría desequilibrarse fácilmente. En mayo se decidió elegir el marco alemán como soporte de la corona. El Bundesbank a su vez fue informado de esta política.
Se creó un comité para la reforma económica, con Enn Teimann, jefe del Departamento de Divisas Extranjeras del Banco de Estonia, como director. La tarea de esta oficina era preparar los documentos del Comité y realizar los preparativos prácticos para la reforma monetaria.
El 20 de mayo de 1992 la Corte Suprema aprobó las tres leyes más importantes preparadas por el Banco de Estonia: la Ley de moneda, la Ley de respaldo de la corona estonia y la Ley de moneda extranjera. El 17 de junio de 1992 el Comité para la reforma económica emitió un decreto para ejecutar la reforma el 20 de junio de 1992. Otros decretos siguieron a éste para regular las operaciones del sector bancario, de los que el más importante fue el relativo al intercambio de depósitos. Además, el 18 de junio de 1992 el Consejo del Banco de Estonia dispuso diez regulaciones y decisiones concernientes a la reforma monetaria.
La corona estonia se declaró como única moneda legal para la circulación y el Banco de Estonia único regulador de las relaciones monetarias en Estonia. Durante tres años, cada persona natural con residencia en Estonia podría cambiar 1.500 rublos a coronas con una tasa de cambio de 10 rublos por corona. La mayor parte de los rublos en circulación se cambió a coronas con la misma tasa (depósitos, deudas contraídas por empresas, etc.) Algunos grupos opositores consideraron la tasa de cambio por debajo del valor real, pero era la tasa correspondiente al mercado de cambio durante la época. Con el tiempo y los últimos eventos acontecidos se ha visto la ideoneidad de la elección hecha. Todas las leyes y otras disposiciones creadas al principio de la reforma monetaria entraron en vigor. El Banco de Estonia comenzó a publicar diariamente las tasas de cambio de la corona estonia con otras divisas extranjeras.
Las reservas necesarias para respaldar la corona se componían de oro y otras divisas extranjeras. Además de estas acciones, el Banco de Inglaterra, el Banco de Pagos Internacionales y el Banco de Suecia compensaron al gobierno estonio por el oro depositado en estas instituciones antes de la Segunda Guerra Mundial. Durante este tiempo, el gobierno estonio temía una invasión soviética y consiguiente anexión: por desgracia, estos temores se hicieron realidad. Una vez que Estonia obtuvo su independencia, una vez más el Banco de Suecia abonó el valor de los depósitos en marcos alemanes. El Banco de Finlandia empezó a citar la corona estonia. Tras la introducción del euro y la desaparición del marco alemán, se estableció una tasa de cambio fija de 15,64664 coronas por euro.

### Euro
El 28 de junio de 2004, la corona se incorporó al MTC II, el mecanismo de tipos de cambio de la Unión Europea, con un tipo de 15,6466 coronas = 1 euro con una banda de fluctuación de ± 15%.
El 12 de mayo de 2010, la Comisión Europea propuso la entrada de Estonia en la zona del euro. El 17 de junio de 2010, los jefes de Estado y de Gobierno de la Unión Europea aprobaron dicha incorporación. Finalmente, el 13 de julio de 2010, el Consejo de Asuntos Económicos y Financieros de la UE (ECOFIN) dio luz verde a la incorporación de Estonia a la zona del euro para el 1 de enero de 2011 y estableció la tasa de cambio irrevocable en 15,6466 coronas = 1 euro.
El 1 de enero de 2011, Estonia pasó a adoptar el euro como su nueva moneda.

## Monedas

### Primera corona
En 1928 se acuñaron las primeras monedas de 25 senti en bronce. A éstas le siguieron otras de 1 sent en 1929, 2 coronas de plata en 1930, 5 y 10 senti de bronce en 1931, 1 corona de plata en 1933, 2 senti de bronce y 1 corona de bronce-aluminio en 1934, 20 senti de bronce en 1935, y 50 senti de bronce en 1936.
El 25 de julio de 1940, cuatro días después de la fundación de la República Socialista Soviética de Estonia, se acuñó la última moneda estonia anterior a la II Guerra Mundial de 1 sent y fechada en 1939.

### Segunda corona
En 1992 se introdujeron las primeras monedas (algunas fechadas en 1991) en denominaciones de 5, 10, 20, 50 senti, y 1 corona. Las monedas de 1 corona se acuñaron en cuproníquel, y las demás en bronce-aluminio. Sin embargo en 1997 se introdujo una moneda de acero chapado en níquel de 20 senti, seguida de 1 corona de aluminio-latón (oro nórdico) en 1998.
Las monedas de 5 senti dejaron de acuñarse antes de la desaparición de la corona como moneda de curso legal, sin embargo siguieron siendo de curso legal hasta ese momento. Las monedas de 1 corona de cuproníquel de 1992, 1993 y 1995 se retiraron de la circulación, mientras que las monedas de 5 coronas eran emisiones conmemorativas que raramente se veían en circulación.
Además Estonia, desde 1992, acuñó monedas de colección en coronas estonias en relación con sucesos deportivos, culturales o nacionales.
| Denominación | Metal          | Diámetro (mm) | Peso (g)  | Anverso                              | Reverso                                                                               | Imagen |
| ------------ | -------------- | ------------- | --------- | ------------------------------------ | ------------------------------------------------------------------------------------- | ------ |
| 5 Senti      | Cu+Al+Ni       | 15,95         | 1,29      | Escudo de Estonia - año de acuñación | 5 SENTI - EESTI VABARIIK                                                              |        |
| 10 Senti     | Cu+Al+Ni       | 17,20         | 1,87      | Escudo de Estonia - año de acuñación | 10 SENTI - EESTI VABARIIK                                                             |        |
| 20 Senti     | Cu+Al+Ni Ac+Ni | 18,95         | 2,27 2,00 | Escudo de Estonia - año de acuñación | 20 SENTI - EESTI VABARIIK                                                             |        |
| 50 Senti     | Cu+Al+Ni       | 19,50         | 2,99      | Escudo de Estonia - año de acuñación | 50 SENTI - EESTI VABARIIK                                                             |        |
| 1 Corona     | Oro nórdico    | 23,35         | 5,00      | Escudo de Estonia - año de acuñación | 1 KROON - EESTI VABARIIK                                                              |        |
| 5 Coronas    | Oro nórdico    | 26,10         | 7,10      | Escudo de Estonia - año de acuñación | 5 KROONI - Cervatillo - EESTI VABARIIK 75 5 KROONI - Barco estilizado - EESTI PANK 75 |        |

## Billetes

### Primera corona
En 1927, antes de que la corona se introdujera de manera oficial, circularon billetes de 100 marcos con el texto "ÜKS KROON" sobreimpreso. En 1928, el Banco de Estonia introdujo billetes de 10 coronas, seguidos al año siguiente de billetes de 5 y 50 coronas, 20 coronas en 1932 y 100 coronas en 1935.

### Segunda corona
En 1992, se introdujeron billetes en denominaciones de 1, 2, 5, 10, 25, 100 y 500 coronas, algunos de ellos fechados en 1991. En 1994 se introdujo un billete de 50 coronas.
Los billetes en circulación (2006) son los de las denominaciones que a continuación se detallan:  
| Imagen del anverso | Imagen del reverso | Denominación | Color predominante | Anverso                                            | Reverso                                                            |
| ------------------ | ------------------ | ------------ | ------------------ | -------------------------------------------------- | ------------------------------------------------------------------ |
|                    |                    | 1 Corona     | Marrón             | 1 - ÜKS KROON - Kristjan Raud - EESTI PANK         | 1 - ÜKS KROON - Castillo de Toompea en Tallin - EESTI PANK         |
|                    |                    | 2 Coronas    | Azul               | 2 - KAKS KROONI - Karl Ernst von Baer - EESTI PANK | 2 - KAKS KROONI - Universidad de Tartu - EESTI PANK                |
|                    |                    | 5 Coronas    | Naranja            | 5 KROONI - Paul Keres - EESTI PANK                 | 5 KROONI - Castillo de Narva - Fortaleza de Ivangorod - EESTI PANK |
|                    |                    | 10 Coronas   | Rojo               | 10 KROONI - Jakob Hurt - EESTI PANK                | 10 KROONI - Roble de Tamme-Lauri - EESTI PANK                      |
|                    |                    | 25 Coronas   | Verde              | 25 KROONI - Anton Hansen Tammsaare - EESTI PANK    | 25 KROONI - Aldea de Vargamäe - EESTI PANK                         |
|                    |                    | 50 Coronas   | Verde              | 50 KROONI - Rudolf Tobias - EESTI PANK             | 50 KROONI - Teatro Estonia - EESTI PANK                            |
|                    |                    | 100 Coronas  | Azul               | 100 KROONI - Lydia Koidula - EESTI PANK            | 100 KROONI - Klint báltico - EESTI PANK                            |
|                    |                    | 500 Coronas  | Violeta            | 500 KROONI - Carl Robert Jakobson - EESTI PANK     | 500 KROONI - Golondrina - EESTI PANK                               |